# Mastro de rádio Olsztyn-Pieczewo
O centro emissor de rádio e televisão de Olsztyn-Pieczewo consta de um mastro emissor cuja particularidade de interesse é a de haver-se tornado na obra de engenharia mais alta na Polónia (359 metros) em consequência do aluimento da Torre de rádio de Varsóvia (646 metros) em 8 de Agosto de 1991.
O mastro de 358,55 metros de altura e 260 toneladas de massa foi inaugurado em 14 de Julho de 1969. Está localizado no bairro de Pieczewo na cidade de Olsztyn, Polónia, na vizinhança próxima de um antigo campo militar (53° 45′ 13″ N, 20° 31′ 14″ L).

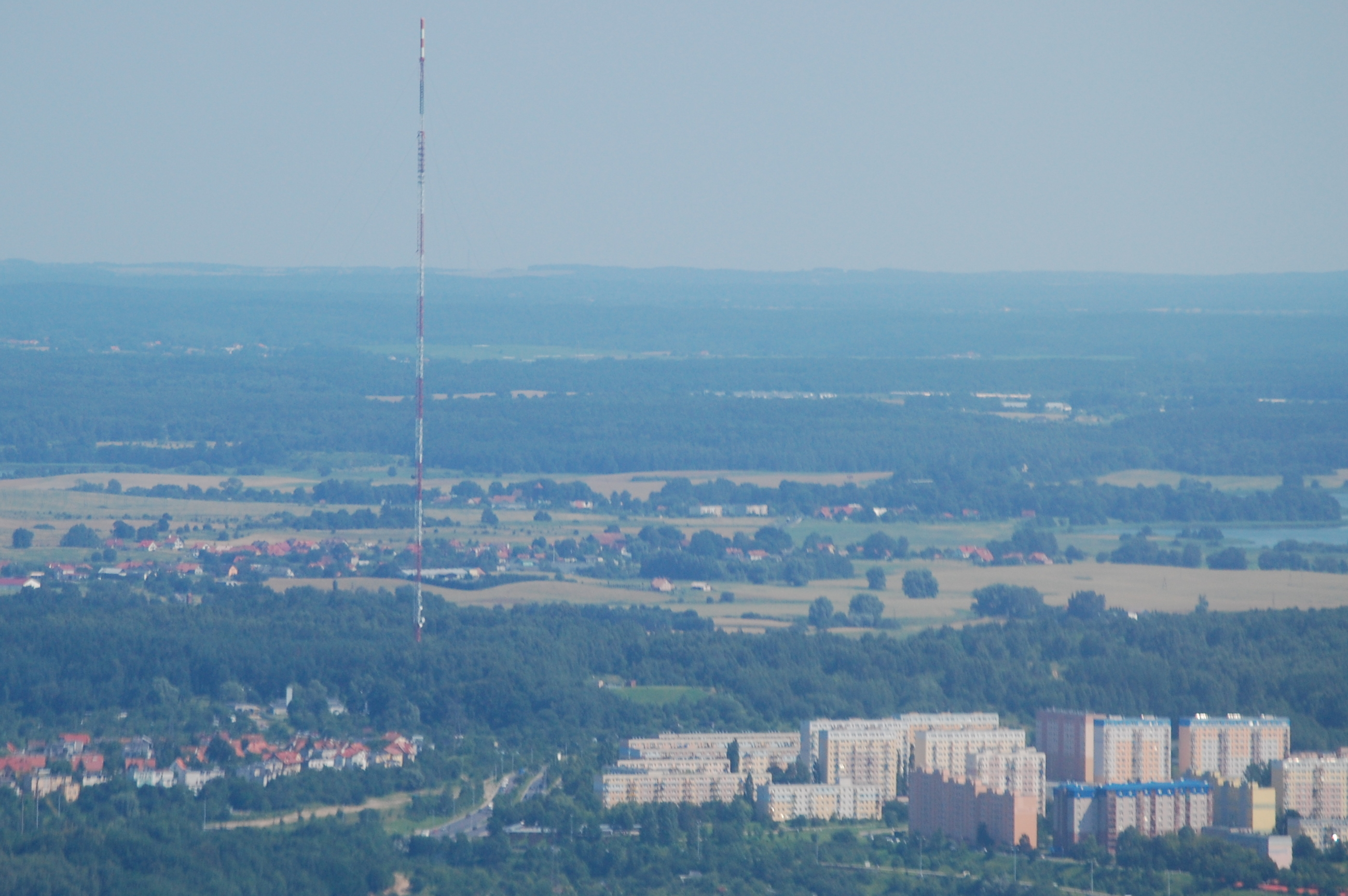
Mastro emissor de rádio e televisão em Olstzyn-Pieczewo